# Zastawka dwudzielna
Zastawka dwudzielna, inaczej mitralna lub przedsionkowo-komorowa lewa (łac. valva atrioventricularis sinistra, valva bicuspidalis, valva mitralis) – jedna z czterech zastawek serca, zapobiegająca cofaniu się krwi z komory lewej do przedsionka lewego. Składa się zazwyczaj z dwóch płatków: przedniego i tylnego, połączonych spoidłami – bocznym i przyśrodkowym.